# Dietrich Moderhack
Dietrich Moderhack (* 14. April 1940 in Berlin) ist ein deutscher Pharmazeut. Er befasste sich insbesondere mit der Chemie von Heterocyclen und war Hochschullehrer für Pharmazeutische Chemie an der TU Braunschweig.

## Leben und Wirken
Dietrich Moderhack, der Sohn von Charlotte Moderhack, geborene Janetzky, und ihrem Mann, dem Historiker und Archivdirektor Richard Moderhack, studierte von 1962 bis zu seinem Staatsexamen 1965 Pharmazie an der TU Braunschweig und wurde dort 1968 zum Dr. rer. nat. promoviert (Dissertation: Hydroxylamine in der Vierkomponenten-Kondensation nach Ugi). Ab 1965 war er Apotheker, 1970 wurde er Akademischer Rat. 1974/1975 erhielt Moderhack ein DFG-Stipendium für die University of East Anglia in England und 1975 wurde er Oberrat. 1978 habilitierte er sich in Braunschweig und wurde dort 1982 Professor für Pharmazeutische Chemie.
Er befasste sich mit Synthese, Reaktionen und Ringtransformationen mit Triazolen und Tetrazolen, Synthese und Eigenschaften von Azapentalenen mit Triazol- oder Tetrazolteilring, Isocyaniden, Vierring-Systemen mit Heteroatomen in 1,2-Stellung und Knallsäure und Isoknallsäure und ihren Derivaten (Chemiegeschichte).
Er ist Ehrenmitglied der Historischen Kommission für Sachsen-Anhalt, da er eine Stiftung in Halle gründete, die die Arbeit der Kommission wesentlich unterstützt. Eine weitere Stiftung, die Richard-und-Dietrich-Moderhack-Stiftung, fördert vornehmlich die Historische Kommission für Niedersachsen und Bremen und ist nach Dietrich Moderhacks Vater, dem ehemaligen Braunschweiger Archivdirektor Richard Moderhack (1907–2010) benannt.